# Он — дракон
«Он — драко́н» — российский фильм в жанре романтического фэнтези режиссёра Индара Джендубаева, снятый по мотивам романа Сергея и Марины Дяченко «Ритуал». Премьера фильма состоялась 3 декабря 2015 года. Фильм вошёл в тройку самых кассовых российских фильмов в международном прокате в 2016 году.

## Сюжет
Издревле на земле обитали драконы, которым люди приносили в жертву девушек. Однажды возлюбленный одной из жертвенниц отправился спасать её; он опоздал, девушка погибла, но богатырь убил дракона. Его стали называть Драконоборцем. Благодаря смерти дракона регулярные жертвы прекратились, а их ритуал стал частью свадебного обряда.
Много лет спустя княжна Мирослава (Мира) выходит замуж за богатыря Игоря — внука Драконоборца. Во время свадебного обряда воины Игоря в память о подвиге его предка запевают ритуальную песню, которой раньше призывали дракона; ко всеобщему удивлению и ужасу дракон действительно прилетает и уносит невесту. Мира оказывается пленницей на морском острове, где знакомится со странным юношей, не знающим своего имени. Мира принимает его за ещё одного пленника и нарекает Арманом, но очень скоро узнаёт, что Арман — это и есть похитивший её дракон. Он живёт в человеческой форме, но иногда против воли превращается в дракона и в эти моменты не может себя контролировать.
Арман показывает Мире остров, свой дом. Он рассказывает, что на острове издавна жили драконы-мужчины, сменяя друг друга. Рядом с женщиной дракон не мог находиться в человеческом обличье, и его переполняла тепловая энергия; девушка на алтаре загоралась от прикосновения дракона; из пепла матери рождался мальчик, который однажды должен был выполнить ритуал: добровольно броситься со скалы и пройти инициацию по превращению в дракона. Но Арман, в детстве нашедший в прибитом к берегу сундуке игрушки, заинтересовался жизнью людей и не желал становиться драконом. Лишь когда его отец-дракон был убит Драконоборцем (дед Игоря не был Драконоборцем: он убил дракона исподтишка копьём в спину, когда тот был в облике человека), Арман выполнил ритуал посвящения. Но став драконом, он получил память всех своих предков по мужской линии, и осознание обязательной смерти драконьих матерей его ужаснуло. Он поклялся не убивать людей и запер сам себя на острове: чувствуя предстоящий переход в драконью форму, он уходил в пещеру, откуда дракону было не выбраться, и оставался там, пока не вернётся человеческий облик. Похищение Миры — случайность: песня застала Армана врасплох, он не успел спрятаться в пещере, превратился в дракона и полетел на зов.
Арман хочет быть человеком и боится навредить Мире. Мира общается с Арманом, учит его жить по-человечески, но при этом панически боится возвращения его драконьей формы. Остров заколдован, найти дорогу к нему может только тот, кого любит кто-то, находящийся на острове. Но, похоже, рядом с Арманом чувства Миры к жениху ослабли: Игорь на корабле блуждает в тумане; он уверяется, что Мира погибла, и только упорство кормчего удерживает его от того, чтобы вернуться. Тем временем Арман влюбляется в девушку и всё больше доверяет ей; она же, разрываясь между симпатией к человеку и страхом перед драконом, тайком готовится к побегу с острова на найденной среди обломков разбитых кораблей лодке. Узнав о её приготовлениях, Арман отпускает девушку, решив для себя, что человеком ему не быть, и не понимая, как жить дальше.
Мира возвращается домой. Снова готовится её свадьба с Игорем, но девушка уже понимает, что не хочет этого брака, так как не любит жениха. В последний момент княжна запевает ритуальную песню. Арман на острове в это время прыгает со скалы, намереваясь покончить с собой, но успевает превратиться в дракона, прилетает и забирает Миру. Князь, отец Миры, понимает, что девушка выбрала того, кого любит, и принимает это. Обозлённый Игорь хочет метнуть копье в Дракона и Миру, но кормчий останавливает его ударом кулака. Дракон и Мира улетают. На острове дракон бросает девушку на алтарь, но она не показывает страха, целует дракона и признаётся ему в любви. Дракон останавливается... и осторожно кладёт голову на её колени.
Прошло несколько лет. Арман и Мира вместе живут на острове, у них подрастает дочь; поскольку остров заколдован, они в безопасности. Мира летает на муже-драконе: больше он не опасен ей.

## В ролях
- Матвей Лыков — Арман
- Мария Поезжаева — княжна Мирослава (Мира)
- Станислав Любшин — князь
- Иева Андреевайте — княжна Ярослава, старшая сестра Миры
- Пётр Романов — Игорь, внук Драконоборца, жених Миры
- Андрей Лебединский — кормчий
- Марта Тимофеева — дочь Миры и Армана
- Иво Господинов — Арман в детстве
- Егор Зубарчук — отец Армана
- Виктория Рунцова — невеста
- Анастасия Фокс — невеста
- Алёна Чехова — невеста
- Любовь Фирсова — мать невесты
- Юрий Горин — отец невесты
- Ёла Санько — старуха
- Андрей Бур — викинг
- Вячеслав Чепурченко
- Александр Цёма
- Александр Лучинин — дед Игоря

## Создание
Для Индара Джендубаева лента является дебютной режиссёрской полнометражной работой. На должность режиссёра его пригласил Тимур Бекмамбетов, выступивший главным продюсером фильма. Съёмки фильма проходили на Чёрном море.
Создатели фильма, по их словам, многое сохранили от литературного оригинала, но вместе с тем привнесли в сюжетную адаптацию для фильма новшества.
Фильм, на 85 % состоящий из компьютерной графики, был отрисован с помощью российских суперкомпьютеров.
Также для работы над саундтреком к фильму была приглашена известная российская фолк-рок группа «Мельница», которая записала композицию «Обряд» (само название, как и текст, является прямой отсылкой к литературному первоисточнику — роману «Ритуал»), однако по какой-то причине продюсеры не включили песню в фильм (хотя бы на озвучку титров).

### Трейлер и постеры
В официальном трейлере фильма использованы два стихотворения Катарины Султановой — «1000 и одна» и «Вот он я, кто ранил, а после смиренно ждал…»
Постеры к фильму были созданы на 16-часовой фотосессии фотохудожником Юлдус Бахтиозиной. Во время съёмки использовались только плёночные фотоаппараты, а получившиеся снимки не подвергались какой-либо дополнительной обработке, что является абсолютной редкостью для постеров современных фильмов.

## Отзывы и оценки
Фильм заслужил противоречивые отзывы. Такие издания как Film.ru, Известия и Афиша, отозвались о фильме положительно. Другие, в частности «Мир фантастики», Weburg, The Hollywood Reporter, «Кино-Театр» оценили его как средний. «Российская газета» разгромила фильм, назвав его «невообразимо скучным», а сценарий «бредовым».

## Прокат
Фильм вышел на экраны 3 декабря 2015 года. За первые три недели показов его посмотрели 450 тысяч зрителей в России и ещё 64 тысячи в странах СНГ. Неожиданной стала популярность фильма в Китае, куда он сначала попал нелегально через Интернет: только на одном из китайских видеопорталов за первые 5 дней трансляции он набрал 3,7 млн просмотров, всего в китайском сегменте Интернета насчитали более 100 нелегальных копий. Официальная премьера фильма в Китае состоялась 19 августа 2016 года, по сумме кассовых сборов фильм занял четвёртое место среди десяти новинок китайского проката. Сообщалось о продаже фильма для проката в Японии и о переговорах о телевизионной трансляции в Китае.
Тем не менее, в прокате фильм провалился, собрав суммарно около 10 млн долларов (с учётом инфляции на декабрь 2014) (по России и СНГ — 1,9 млн, в Китае — 8 млн), что существенно меньше бюджета фильма — 18 миллионов долларов.

## Сиквел
Успех фильма в Китае привёл к решению снять сиквел с китайским финансированием и участием.